# SuperComics
SuperComics è stata una rivista di fumetti superlativi pubblicata dalla Max Bunker Press negli anni novanta, per 29 numeri.
Ha pubblicato, a puntate, moltissime graphic novel della Marvel Comics, la serie di She-Hulk di John Byrne ma anche fumetti di altri editori statunitensi. Tra i fumetti pubblicati non direttamente prodotti dalla Marvel, spicca il Miracleman di Alan Moore.
| Nr.   | Data italiana          | Titolo italiano (Titolo statunitense) | Albo statunitense                                        | Protagonista                              | Sceneggiatura                    | Disegni                 | Data statunitense |
| ----- | ---------------------- | --- | -------------------------------------------------------- | ----------------------------------------- | -------------------------------- | ----------------------- | ----------------- |
| 1     | marzo 1990             | Vite parallele (Parallel Lives) - parte 1 | Marvel Graphic Novel (Vol. 1) n. 46                      | Uomo Ragno                                | Gerry Conway                     | Alex Saviuk             | ottobre 1990      |
| 1     | marzo 1990             | La sensazionale She-Hulk - parte 1 | Marvel Graphic Novel (Vol. 1) n. 18                      | She-Hulk                                  | John Byrne                       | John Byrne              | novembre 1985     |
| 1     | marzo 1990             | Dio ama, l'uomo uccide (God Loves, Man Kills) - parte 1 | Marvel Graphic Novel (Vol. 1) n. 5                       | X-Men                                     | Chris Claremont                  | Brent Anderson          | 1983              |
| 1     | marzo 1990             | I Futurians (The Futurians) - parte 1 | Marvel Graphic Novel (Vol. 1) n. 9                       | Futurians                                 | Dave Cockrum                     | Dave Cockrum            | marzo 1984        |
| 2     | novembre 1990          | Vite parallele (Parallel Lives) - parte 2 | Marvel Graphic Novel (Vol. 1) n. 46                      | Uomo Ragno                                | Gerry Conway                     | Alex Saviuk             | ottobre 1990      |
| 2     | novembre 1990          | La sensazionale She-Hulk - parte 2 | Marvel Graphic Novel (Vol. 1) n. 18                      | She-Hulk                                  | John Byrne                       | John Byrne              | novembre 1985     |
| 2     | novembre 1990          | Dio ama, l'uomo uccide (God Loves, Man Kills) - parte 2 | Marvel Graphic Novel (Vol. 1) n. 5                       | X-Men                                     | Chris Claremont                  | Brent Anderson          | 1983              |
| 2     | novembre 1990          | I Futurians (The Futurians) - parte 2 | Marvel Graphic Novel (Vol. 1) n. 9                       | Futurians                                 | Dave Cockrum                     | Dave Cockrum            | marzo 1984        |
| 3     | dicembre 1990          | Vite parallele (Parallel Lives) - parte 3 | Marvel Graphic Novel (Vol. 1) n. 46                      | Uomo Ragno                                | Gerry Conway                     | Alex Saviuk             | ottobre 1990      |
| 3     | dicembre 1990          | La sensazionale She-Hulk - parte 3 | Marvel Graphic Novel (Vol. 1) n. 18                      | She-Hulk                                  | John Byrne                       | John Byrne              | novembre 1985     |
| 3     | dicembre 1990          | Dio ama, l'uomo uccide (God Loves, Man Kills) - parte 3 | Marvel Graphic Novel (Vol. 1) n. 5                       | X-Men                                     | Chris Claremont                  | Brent Anderson          | 1983              |
| 3     | dicembre 1990          | I Futurians (The Futurians) - parte 3 | Marvel Graphic Novel (Vol. 1) n. 9                       | Futurians                                 | Dave Cockrum                     | Dave Cockrum            | marzo 1984        |
| 4     | gennaio 1991           | Ritorno a Big Nothing (Return to Big Nothing) - parte 1 | Epic Graphic Novel: The Punisher numero un unico         | Punitore                                  | Steven Grant                     | Mike Zeck               | 1989              |
| 4     | gennaio 1991           | La vendetta di Monolito vivente (Revenge of the Living Monolith) - parte 1 | Marvel Graphic Novel (Vol. 1) n. 17                      | Vendicatori Fantastici Quattro Uomo Ragno | David Michelinie                 | Marc Silvestri          | ottobre 1985      |
| 4     | gennaio 1991           | Crash (Crash) - parte 1 | Epic Graphic Novel: Iron Man numero unico                | Iron Man                                  | Mike Saenz                       | Mike Saenz              | aprile 1988       |
| 4     | gennaio 1991           | A Shamballa (Into Shamballa) - parte 1 | Marvel Graphic Novel (Vol. 1) n. 23                      | Dottor Strange                            | J.M. DeMatteis Dan Green         | Dan Green               | settembre 1986    |
| 5     | febbraio 1991          | Crash (Crash) - parte 2 | Epic Graphic Novel: Iron Man numero unico                | Iron Man                                  | Mike Saenz                       | Mike Saenz              | aprile 1988       |
| 5     | febbraio 1991          | Ritorno a Big Nothing (Return to Big Nothing) - parte 2 | Epic Graphic Novel: The Punisher numero un unico         | Punitore                                  | Steven Grant                     | Mike Zeck               | 1989              |
| 5     | febbraio 1991          | La vendetta di Monolito vivente (Revenge of the Living Monolith) - parte 2 | Marvel Graphic Novel (Vol. 1) n. 17                      | Vendicatori Fantastici Quattro Uomo Ragno | David Michelinie                 | Marc Silvestri          | ottobre 1985      |
| 5     | febbraio 1991          | A Shamballa (Into Shamballa) - parte 2 | Marvel Graphic Novel (Vol. 1) n. 23                      | Dottor Strange                            | J.M. DeMatteis Dan Green         | Dan Green               | settembre 1986    |
| 6     | marzo 1991             | La vendetta di Monolito vivente (Revenge of the Living Monolith) - parte 3 | Marvel Graphic Novel (Vol. 1) n. 17                      | Vendicatori Fantastici Quattro Uomo Ragno | David Michelinie                 | Marc Silvestri          | ottobre 1985      |
| 6     | marzo 1991             | Crash (Crash) - parte 3 | Epic Graphic Novel: Iron Man numero unico                | Iron Man                                  | Mike Saenz                       | Mike Saenz              | aprile 1988       |
| 6     | marzo 1991             | Ritorno a Big Nothing (Return to Big Nothing) - parte 3 | Epic Graphic Novel: The Punisher numero un unico         | Punitore                                  | Steven Grant                     | Mike Zeck               | 1989              |
| 6     | marzo 1991             | A Shamballa (Into Shamballa) - parte 3 | Marvel Graphic Novel (Vol. 1) n. 23                      | Dottor Strange                            | J.M. DeMatteis Dan Green         | Dan Green               | settembre 1986    |
| 7     | marzo 1991             | Spiriti della Terra (Spirits of the Earth) - parte 1 | Graphic Novel: Spider-Man numero unico                   | Uomo Ragno                                | Charles Wess                     | Charles Wess            | 1990              |
| 7     | marzo 1991             | Destino Imperatore (Emperor Doom) - parte 1 | Marvel Graphic Novel (Vol. 1) n. 27                      | Vendicatori                               | David Michelinie                 | Bob Hall                | giugno 1987       |
| 7     | marzo 1991             | She-Hulk vive! (The She-Hulk lives) | The Savage She-Hulk (Vol. 1) n. 1                        | She-Hulk                                  | Stan Lee                         | John Buscema            | febbraio 1980     |
| 7     | marzo 1991             | Un giorno grigio per morire (A grey day to die) - parte 1 | Marvel Graphic Novel (Vol. 1) n. 25                      | Alien Legion                              | Carl Potts Alan Zelenetz         | Frank Cirocco           | 1986              |
| 8     | maggio 1991            | Spiriti della Terra (Spirits of the Earth) - parte 2 | Graphic Novel: Spider-Man numero unico                   | Uomo Ragno                                | Charles Wess                     | Charles Wess            | 1990              |
| 8     | maggio 1991            | Destino Imperatore (Emperor Doom) - parte 2 | Marvel Graphic Novel (Vol. 1) n. 27                      | Vendicatori                               | David Michelinie                 | Bob Hall                | giugno 1987       |
| 8     | maggio 1991            | Seconda possibilità (Second chance) | The Sensational She-Hulk (Vol. 1) n. 1                   | She-Hulk                                  | John Byrne                       | John Byrne              | maggio 1989       |
| 8     | maggio 1991            | Un giorno grigio per morire (A grey day to die) - parte 2 | Marvel Graphic Novel (Vol. 1) n. 25                      | Alien Legion                              | Carl Potts Alan Zelenetz         | Frank Cirocco           | 1986              |
| 9     | giugno 1991            | Destino Imperatore (Emperor Doom) - parte 3 | Marvel Graphic Novel (Vol. 1) n. 27                      | Vendicatori                               | David Michelinie                 | Bob Hall                | giugno 1987       |
| 9     | giugno 1991            | L'attacco dei terribili Uomini Rospo, ovvero Le ranocchie vengono saltellando (Attack of the terrible Toad Men, or: Froggy came cavortin')                                                                                      | The Sensational She-Hulk (Vol. 1) n. 2                   | She-Hulk                                  | John Byrne                       | John Byrne              | giugno 1989       |
| 9     | giugno 1991            | Un giorno grigio per morire (A grey day to die) - parte 3 | Marvel Graphic Novel (Vol. 1) n. 25                      | Alien Legion                              | Carl Potts Alan Zelenetz         | Frank Cirocco           | 1986              |
| 9     | giugno 1991            | La guerra più fredda (The coldest war) - parte 1 | Graphic Novel: Black Widow numero unico - parte 1        | Vedova Nera                               | Gerry Conway                     | George Freeman          | aprile 1990       |
| 10    | luglio 1991            | La guerra più fredda (The coldest war) - parte 2 | Graphic Novel: Black Widow numero unico - parte 2        | Vedova Nera (Natasha Romanoff)            | Gerry Conway                     | George Freeman          | aprile 1990       |
| 10    | luglio 1991            | Il mio ospite, il mio nemico (My guest star, ...my enemy!) | The Sensational She-Hulk (Vol. 1) n. 3                   | She-Hulk                                  | John Byrne                       | John Byrne              | luglio 1989       |
| 10    | luglio 1991            | Un giorno grigio per morire (A grey day to die) - parte 4 | Marvel Graphic Novel (Vol. 1) n. 25                      | Alien Legion                              | Carl Potts Alan Zelenetz         | Frank Cirocco           | 1986              |
| 10    | luglio 1991            | Lo, il mostro (Lo, this monster!) - parte 1 | Magazine: The Spectacular Spider-Man n. 1                | Uomo Ragno                                | Stan Lee                         | John Romita Sr.         | luglio 1968       |
| 11    | agosto 1991            | La guerra più fredda (The coldest war) - parte 3 | Graphic Novel: Black Widow numero unico - parte 2        | Vedova Nera (Natasha Romanoff)            | Gerry Conway                     | George Freeman          | aprile 1990       |
| 11    | agosto 1991            | Grosso disordine (Tall disorder) | The Sensational She-Hulk (Vol. 1) n. 4                   | She-Hulk                                  | John Byrne                       | John Byrne              | agosto 1989       |
| 11    | agosto 1991            | Intruso (Intruder) - parte 1 | Marvel Graphic Novel: The Punisher numero unico          | Punitore                                  | Mike Baron                       | William Reinhold        | 1989              |
| 11    | agosto 1991            | Lo, il mostro (Lo, this monster!) - parte 2 | Magazine: The Spectacular Spider-Man n. 1                | Uomo Ragno                                | Stan Lee                         | John Romita Sr.         | luglio 1968       |
| 12    | settembre 1991         | Intruso (Intruder) - parte 2 | Marvel Graphic Novel: The Punisher numero unico          | Punitore                                  | Mike Baron                       | Bill Reinhold           | 1989              |
| 12    | settembre 1991         | Il dottore è in casa (The doctor is in!) | The Sensational She-Hulk (Vol. 1) n. 5                   | She-Hulk                                  | John Byrne                       | John Byrne              | settembre 1989    |
| 12    | settembre 1991         | Spari nella Terra Selaggia (Guns of the Savage Land) - parte 1 | Graphic Novel: Ka-Zar numero unico                       | Ka-Zar (Kevin Plunder)                    | Chuck Dixon Timothy Truman       | Gary Kwapisz            | luglio 1990       |
| 13    | ottobre 1991           | Pryde of the X-Men (The Pryde of the X-Men) - parte 1 | X-Men Animation Special Graphic Novel numero unico       | X-Men                                     | Danny Fingeroth                  | Marvel Productions      | dicembre 1990     |
| 13    | ottobre 1991           | Spari nella Terra Selaggia (Guns of the Savage Land) - parte 2 | Graphic Novel: Ka-Zar numero unico                       | Ka-Zar (Kevin Plunder)                    | Chuck Dixon Timothy Truman       | Gary Kwapisz            | luglio 1990       |
| 13    | ottobre 1991           | Star-truck (Star truck) | The Sensational She-Hulk (Vol. 1) n. 6                   | She-Hulk                                  | John Byrne                       | John Byrne              | ottobre 1989      |
| 14    | novembre 1991          | Weird War III - parte 1 | Graphic Novel: Excalibur numero unico                    | Excalibur                                 | Michael Higgins                  | Tom Morgan Justin Thyme | dicembre 1990     |
| 14    | novembre 1991          | Sono senza bocca e molto cattivo (I have no mouth and I am mean!) | The Sensational She-Hulk (Vol. 1) n. 7                   | She-Hulk                                  | John Byrne                       | John Byrne              | novembre 1989     |
| 14    | novembre 1991          | Pryde of the X-Men (The Pryde of the X-Men) - parte 2 | X-Men Animation Special Graphic Novel numero unico       | X-Men                                     | Danny Fingeroth                  | Marvel Productions      | dicembre 1990     |
| 15    | dicembre 1991          | Weird War III - parte 2 | Graphic Novel: Excalibur numero unico                    | Excalibur                                 | Michael Higgins                  | Tom Morgan Justin Thyme | dicembre 1990     |
| 15    | dicembre 1991          | The Aladdin Effect - parte 1 | Marvel Graphic Novel (Vol. 1) n. 16                      | Tempesta She-Hulk Wasp Tigra              | David Michelinie                 | Greg LaRocque           | giugno 1985       |
| 15    | dicembre 1991          | Il più grande detective del mondo (The world's greatest detective!) | The Sensational She-Hulk (Vol. 1) n. 8                   | She-Hulk                                  | John Byrne                       | John Byrne              | novembre 1989     |
| 15    | dicembre 1991          | Diavoli stranieri (Foreign Devils) - parte 1 | Marvel Graphic Novel: Rick Mason, the Agent numero unico | Agent (Rick Manson)                       | James D. Hudnall                 | John Ridgway            | maggio 1989       |
| 16    | gennaio 1992           | Cerimonia (Ceremony pt.1) | The Sensational She-Hulk n. 1                            | She-Hulk                                  | Robin D. Chaplik Dwayne McDuffie | June Brigman            | gennaio 1989      |
| 16    | gennaio 1992           | The Aladdin Effect - parte 2 | Marvel Graphic Novel (Vol. 1) n. 16                      | Tempesta She-Hulk Wasp Tigra              | David Michelinie                 | Greg LaRocque           | giugno 1985       |
| 16    | gennaio 1992           | Diavoli stranieri (Foreign Devils) - parte 2 | Marvel Graphic Novel: Rick Mason, the Agent numero unico | Agent (Rick Manson)                       | James D. Hudnall                 | John Ridgway            | maggio 1989       |
| 17    | febbraio 1992          | Goblin vive! (The Green Goblin lives!) - parte 1 | Magazine: The Spectacular Spider-Man n. 2                | Uomo Ragno                                | Stan Lee                         | John Romita Sr.         | novembre 1968     |
| 17    | febbraio 1992          | Cerimonia (Ceremony pt.2) | The Sensational She-Hulk n. 2                            | She-Hulk                                  | Robin D. Chaplik Dwayne McDuffie | June Brigman            | febbraio 1989     |
| 17    | febbraio 1992          | Diavoli stranieri (Foreign Devils) - parte 3 | Marvel Graphic Novel: Rick Mason, the Agent numero unico | Agent (Rick Manson)                       | James D. Hudnall                 | John Ridgway            | maggio 1989       |
| 18    | marzo 1992             | Regno perduto (Kingdom gone) - parte 1 | Graphic Novel: The Punisher numero unico                 | Punitore                                  | Chuck Dixon                      | Jorge Zaffino           | ottobre 1990      |
| 18    | marzo 1992             | Goblin vive! (The Green Goblin lives!) - parte 2 | Magazine: The Spectacular Spider-Man n. 2                | Uomo Ragno                                | Stan Lee                         | John Romita Sr.         | novembre 1968     |
| 18    | marzo 1992             | Diavoli stranieri (Foreign Devils) - parte 4 | Marvel Graphic Novel: Rick Mason, the Agent numero unico | Agent (Rick Manson)                       | James D. Hudnall                 | John Ridgway            | maggio 1989       |
| 19    | aprile 1992            | Sognare di volare (...A Dream of Flying) - parte 1 | Warrior (Quality Communications) n. 1                    | Miracleman                                | Alan Moore                       | Garry Leach             | marzo 1982        |
| 19    | aprile 1992            | Leggenda (Legend) | Warrior (Quality Communications) n. 2                    | Miracleman                                | Alan Moore                       | Garry Leach             | aprile 1982       |
| 19    | aprile 1992            | Quando Johnny tornò a casa dal fronte (When Johnny Comes Marching Home...) | Warrior (Quality Communications) n. 3                    | Miracleman                                | Alan Moore                       | Garry Leach             | luglio 1982       |
| 19    | aprile 1992            | Draghi (Dragons) | Warrior (Quality Comics) n. 5                            | Miracleman                                | Alan Moore                       | Garry Leach             | settembre 1982    |
| 19    | aprile 1992            | Angeli caduti, tuoni dimenticati (Fallen Angels, Forgotten Thunder) | Warrior (Quality Communications) n. 6                    | Miracleman                                | Alan Moore                       | David Jackson           | ottobre 1982      |
| 19    | aprile 1992            | Regno perduto (Kingdom gone) - parte 2 | Graphic Novel: The Punisher numero unico                 | Punitore                                  | Chuck Dixon                      | Jorge Zaffino           | ottobre 1990      |
| 19    | aprile 1992            | Dazzler (Dazzler: The Movie) - parte 1 | Marvel Graphic Novel (Vol. 1) n. 12                      | Dazzler                                   | Jim Shooter                      | Frank Springer          | ottobre 1984      |
| 20    | maggio 1992            | Scelte di sangue (Bloody choices) - parte 1 | Graphic Novel: Wolverine numero unico                    | Wolverine                                 | Tom DeFalco                      | John Buscema            | giugno 1991       |
| 20    | maggio 1992            | Sognare di volare (...A Dream of Flying) - parte 2 | Warrior (Quality Communications) n. 1                    | Miracleman                                | Alan Moore                       | David Jackson           | marzo 1982        |
| 20    | maggio 1992            | Identità segreta (Secret Identity) | Warrior (Quality Communications) n. 7                    | Miracleman                                | Alan Moore                       | Alan Davis              | novembre 1982     |
| 20    | maggio 1992            | Triste omicidio (Blue Murder) | Warrior (Quality Communications) n. 8                    | Miracleman                                | Alan Moore                       | Alan Davis              | dicembre 1982     |
| 20    | maggio 1992            | Fuori dal buio (Out of the Dark) | Warrior (Quality Communications) n. 9                    | Miracleman                                | Alan Moore                       | Alan Davis              | gennaio 1983      |
| 20    | maggio 1992            | Storia inferiore (Inside Story) | Warrior (Quality Communications) n. 10                   | Miracleman                                | Alan Moore                       | Alan Davis              | aprile 1983       |
| 20    | maggio 1992            | "Zarathustra" (Zarathustra) | Warrior (Quality Communications) n. 11                   | Miracleman                                | Alan Moore                       | Alan Davis              | luglio 1983       |
| 20    | maggio 1992            | Dazzler (Dazzler: The Movie) - parte 2 | Marvel Graphic Novel (Vol. 1) n. 12                      | Dazzler                                   | Jim Shooter                      | Frank Springer          | ottobre 1984      |
| 21    | giugno 1992            | Scelte di sangue (Bloody choices) - parte 2 | Graphic Novel: Wolverine numero unico                    | Wolverine                                 | Tom DeFalco                      | John Buscema            | giugno 1991       |
| 21    | giugno 1992            | Melodia interrotta (Interrupted melody) | The Sensational She-Hulk (Vol. 1) n. 31                  | She-Hulk                                  | John Byrne                       | John Byrne              | settembre 1991    |
| 21    | giugno 1992            | Dazzler (Dazzler: The Movie) - parte 3 | Marvel Graphic Novel (Vol. 1) n. 12                      | Dazzler                                   | Jim Shooter                      | Frank Springer          | ottobre 1984      |
| 21    | giugno 1992            | Star Slammers - parte 1 | Marvel Graphic Novel (Vol. 1) n. 6                       | Star Slammers                             | Walter Simonson                  | Walter Simonson         | marzo 1983        |
| 22    | luglio 1992            | Capitolo primo: Le case (Chapter One: Homes) | Black Panther Panther's Prey n. 1                        | Pantera Nera                              | Don McGregor                     | Dwayne Turner           | settembre 1990    |
| 22    | luglio 1992            | Capitolo secondo: Nascita di un Gargolla (Chapter Two: A gargoyle breaking free) | Black Panther Panther's Prey n. 1                        | Pantera Nera                              | Don McGregor                     | Dwayne Turner           | settembre 1990    |
| 22    | luglio 1992            | Capitolo terzo: In bilico sul precipizio del tempo (Chapter Three: One razored edge of time) | Black Panther Panther's Prey n. 1                        | Pantera Nera                              | Don McGregor                     | Dwayne Turner           | settembre 1990    |
| 22    | luglio 1992            | Capitolo quarto: Tombe e prigioni (Chapter Four: Tombs and prisons) | Black Panther Panther's Prey n. 1                        | Pantera Nera                              | Don McGregor                     | Dwayne Turner           | settembre 1990    |
| 22    | luglio 1992            | Capitolo quinto: Pessimo tempismo (Chapter Five: Bad timing) | Black Panther Panther's Prey n. 1                        | Pantera Nera                              | Don McGregor                     | Dwayne Turner           | settembre 1990    |
| 22    | luglio 1992            | Capitolo sesto: Che ne sai tu dell'amore? (Chapter Six: What do you know about love?) | Black Panther Panther's Prey n. 1                        | Pantera Nera                              | Don McGregor                     | Dwayne Turner           | settembre 1990    |
| 22    | luglio 1992            | Capitolo settimo: Un trancio di pizza wakandiana (Chapter Seven: A slice of Wakandan pizza) | Black Panther Panther's Prey n. 1                        | Pantera Nera                              | Don McGregor                     | Dwayne Turner           | settembre 1990    |
| 22    | luglio 1992            | Capitolo ottavo: Un ragionevole tormentatore (Chapter Eight: A reasonable tormentor) | Black Panther Panther's Prey n. 1                        | Pantera Nera                              | Don McGregor                     | Dwayne Turner           | settembre 1990    |
| 22    | luglio 1992            | Capitolo nono: Scontro d'ombre (Chapter Nine: Shadows clashing) | Black Panther Panther's Prey n. 1                        | Pantera Nera                              | Don McGregor                     | Dwayne Turner           | settembre 1990    |
| 22    | luglio 1992            | Le colline hanno occhi, bocche, orecchie (e forse anche nasi...) (The hills have eyes, and mouths and ears (and maybe noses...))                                                                                                | The Sensational She-Hulk (Vol. 1) n. 32                  | She-Hulk                                  | John Byrne                       | John Byrne              | ottobre 1991      |
| 22    | luglio 1992            | Star Slammers - parte 2 | Marvel Graphic Novel (Vol. 1) n. 6                       | Star Slammers                             | Walter Simonson                  | Walter Simonson         | marzo 1983        |
| 23    | agosto 1992            | Talpa e signora (Mole and wife) | The Sensational She-Hulk (Vol. 1) n. 33                  | She-Hulk                                  | John Byrne                       | John Byrne              | novembre 1991     |
| 23    | agosto 1992            | Star Slammers - parte 3 | Marvel Graphic Novel (Vol. 1) n. 6                       | Star Slammers                             | Walter Simonson                  | Walter Simonson         | marzo 1983        |
| 23    | agosto 1992            | Capitolo decimo: Facile morire qui (Chapter Ten: Easy to die here) | Black Panther Panther's Prey n. 2                        | Pantera Nera                              | Don McGregor                     | Dwayne Turner           | novembre 1990     |
| 23    | agosto 1992            | Prima cronaca: Una breve storia dell'erba a forma cuore (Chronicle 1: A brief history of heart shaped herbs) | Black Panther Panther's Prey n. 2                        | Pantera Nera                              | Don McGregor                     | Dwayne Turner           | novembre 1990     |
| 23    | agosto 1992            | Capitolo undicesimo: Farà più male a te che me (Chapter Eleven: This is going to hurt you more than it does me) | Black Panther Panther's Prey n. 2                        | Pantera Nera                              | Don McGregor                     | Dwayne Turner           | novembre 1990     |
| 23    | agosto 1992            | Capitolo dodicesimo: Responsabilità personale (Chapter Twelve: Personal accountability) | Black Panther Panther's Prey n. 2                        | Pantera Nera                              | Don McGregor                     | Dwayne Turner           | novembre 1990     |
| 23    | agosto 1992            | Capitolo tredicesimo: L'uomo che lasciò amari ricordi (Chapter Thirteen: The man who left bitter memories) | Black Panther Panther's Prey n. 2                        | Pantera Nera                              | Don McGregor                     | Dwayne Turner           | novembre 1990     |
| 23    | agosto 1992            | Capitolo quattordicesimo: Paura della noia (Chapter Fourteen: A fear of boredom) | Black Panther Panther's Prey n. 2                        | Pantera Nera                              | Don McGregor                     | Dwayne Turner           | novembre 1990     |
| 23    | agosto 1992            | Capitolo quindicesimo: Ci sono sbarre qui anche se non le vedi (Chapter Fifteen: The prison bars are there you just can't see them)                                                                                             | Black Panther Panther's Prey n. 2                        | Pantera Nera                              | Don McGregor                     | Dwayne Turner           | novembre 1990     |
| 23    | agosto 1992            | Capitolo sedicesimo: Inseguila (Chapter Sixteen: Chasing it) | Black Panther Panther's Prey n. 2                        | Pantera Nera                              | Don McGregor                     | Dwayne Turner           | novembre 1990     |
| 23    | agosto 1992            | Capitolo diciassettesimo: Alti e bassi dell'alba (Chapter Seventeen: Daybreak highs and lows) | Black Panther Panther's Prey n. 2                        | Pantera Nera                              | Don McGregor                     | Dwayne Turner           | novembre 1990     |
| 23    | agosto 1992            | Seconda cronaca: Un'invocazione nella cerimonia della sacra pantera (Chronicle 2: One invocation in the sacred Panther ceremony)                                                                                                | Black Panther Panther's Prey n. 2                        | Pantera Nera                              | Don McGregor                     | Dwayne Turner           | novembre 1990     |
| 23    | agosto 1992            | Capitolo diciottesimo: Comportamento scandaloso (Chapter Eighteen: Scandalous behavior) | Black Panther Panther's Prey n. 2                        | Pantera Nera                              | Don McGregor                     | Dwayne Turner           | novembre 1990     |
| 24    | settembre 1992         | Tornando a casa (Homecoming) - parte 1 | Graphic Novel: Silver Surfer numero unico                | Silver Surfer                             | Jim Starlin                      | Bill Reinhold           | ottobre 1991      |
| 24    | settembre 1992         | Chi è quello zombie con cui ti ho vista? (Who was that zombie I saw you with...?) | The Sensational She-Hulk (Vol. 1) n. 34                  | She-Hulk                                  | John Byrne                       | John Byrne              | dicembre 1991     |
| 24    | settembre 1992         | Terza cronaca: Teorie moderniste sugli effetti dell'inguento della consacrazione e sui poteri del grande felino (Chronicle 3: Some modernistic theories on effects of the annointment poultice and the powers of the great cat) | Black Panther Panther's Prey n. 3                        | Pantera Nera                              | Don McGregor                     | Dwayne Turner           | febbraio 1991     |
| 24    | settembre 1992         | Capitolo diciannovesimo: Notti fumose (Chapter Nineteen: Smokey nights) | Black Panther Panther's Prey n. 3                        | Pantera Nera                              | Don McGregor                     | Dwayne Turner           | febbraio 1991     |
| 24    | settembre 1992         | Capitolo ventesimo: Questa volta il grande felino non aiuta (Chapter twentieth: The great cat can't help this time) | Black Panther Panther's Prey n. 3                        | Pantera Nera                              | Don McGregor                     | Dwayne Turner           | febbraio 1991     |
| 24    | settembre 1992         | Capitolo ventunesimo: Una morte senza significato, Una morte con significato (Chapter twenty-one: A death without meaning, a death with meaning)                                                                                | Black Panther Panther's Prey n. 3                        | Pantera Nera                              | Don McGregor                     | Dwayne Turner           | febbraio 1991     |
| 24    | settembre 1992         | Capitolo ventiduesimo: Passione e conseguenze (Chapter twenty-two: Passion and consequences) | Black Panther Panther's Prey n. 3                        | Pantera Nera                              | Don McGregor                     | Dwayne Turner           | febbraio 1991     |
| 25    | ottobre 1992           | Alé Alé la gang è morta (Hail, hail the gang's all dead) | The Sensational She-Hulk (Vol. 1) n. 35                  | She-Hulk                                  | John Byrne                       | John Byrne              | gennaio 1992      |
| 25    | ottobre 1992           | Tornando a casa (Homecoming) - parte 2 | Graphic Novel: Silver Surfer numero unico                | Silver Surfer                             | Jim Starlin                      | Bill Reinhold           | ottobre 1991      |
| 25    | ottobre 1992           | Capitolo ventitreesimo: Preda notturna (Chapter twenty-third: Prey for the night) | Black Panther Panther's Prey n. 4                        | Pantera Nera                              | Don McGregor                     | Dwayne Turner           | maggio 1991       |
| 25    | ottobre 1992           | Capitolo ventiquattresimo: Sepolto vivo (Chapter twenty-four: Buried alive) | Black Panther Panther's Prey n. 4                        | Pantera Nera                              | Don McGregor                     | Dwayne Turner           | maggio 1991       |
| 25    | ottobre 1992           | Capitolo venticinquesimo: Prezzo di sangue (Chapter twenty-fifth: The price is blood) | Black Panther Panther's Prey n. 4                        | Pantera Nera                              | Don McGregor                     | Dwayne Turner           | maggio 1991       |
| 25    | ottobre 1992           | Capitolo ventiseiesimo: A carte scoperte (Chapter twenty-six: Solitaire showdown) | Black Panther Panther's Prey n. 4                        | Pantera Nera                              | Don McGregor                     | Dwayne Turner           | maggio 1991       |
| 25    | ottobre 1992           | Capitolo ventisettesimo: Annuncio ufficiale Via Satellite (Chapter twenty-seven: A formal satellite announcement) | Black Panther Panther's Prey n. 4                        | Pantera Nera                              | Don McGregor                     | Dwayne Turner           | maggio 1991       |
| 25    | ottobre 1992           | Capitolo ventottesimo: Reazioni matrimoniali (Chapter twenty-eight: Matrimonial reactions) | Black Panther Panther's Prey n. 4                        | Pantera Nera                              | Don McGregor                     | Dwayne Turner           | maggio 1991       |
| 25    | ottobre 1992           | Capitolo ventinovesimo: Festa di benvenuto (Chapter twenty-nine: Welcoming party) | Black Panther Panther's Prey n. 4                        | Pantera Nera                              | Don McGregor                     | Dwayne Turner           | maggio 1991       |
| 25    | ottobre 1992           | Capitolo trentesimo: Le orecchie del serpente (Chapter thirty: The snake's ears) | Black Panther Panther's Prey n. 4                        | Pantera Nera                              | Don McGregor                     | Dwayne Turner           | maggio 1991       |
| 25    | ottobre 1992           | Capitolo trentunesimo: Ultime possibilità (Chapter Thirty-one: Last chances) | Black Panther Panther's Prey n. 4                        | Pantera Nera                              | Don McGregor                     | Dwayne Turner           | maggio 1991       |
| 25    | ottobre 1992           | Epilogo (Epilogue) | Black Panther Panther's Prey n. 4                        | Pantera Nera                              | Don McGregor                     | Dwayne Turner           | maggio 1991       |
| 26/27 | novembre/dicembre 1992 | Vischio e neve finta (Plastic snow and mistletoe) | The Sensational She-Hulk (Vol. 1) n. 36                  | She-Hulk                                  | John Byrne                       | John Byrne              | febbraio 1992     |
| 26/27 | novembre/dicembre 1992 | Tornando a casa (Homecoming) - parte 3 | Graphic Novel: Silver Surfer numero unico                | Silver Surfer                             | Jim Starlin                      | Bill Reinhold           | ottobre 1991      |
| 26/27 | novembre/dicembre 1992 | Trappola mortale nel Vault (Deathtrap: The Vault) | Graphic Novel: Avengers numero unico                     | Vendicatori Vendicatori della Costa Ovest | Danny Fingeroth                  | Ron Lim                 | settembre 1991    |
| 28/29 | gennaio/febbraio 1993  | Brughiere insaguinate (Blood on the moors) | Graphic Novel: The Punisher numero unico                 | Punitore                                  | Alan Grant John Wagner           | Cam Kennedy             | dicembre 1991     |
| 28/29 | gennaio/febbraio 1993  | L'Odissea della Metamorfosi: Il prezzo 2/2 (The Metamorphosis Odyssey: The Price 2/2 | Marvel Graphic Novel (Vol. 1) n. 3                       | Dreadstar                                 | Jim Starlin                      | Jim Starlin             | ottobre 1982      |